# St. Galler Brot

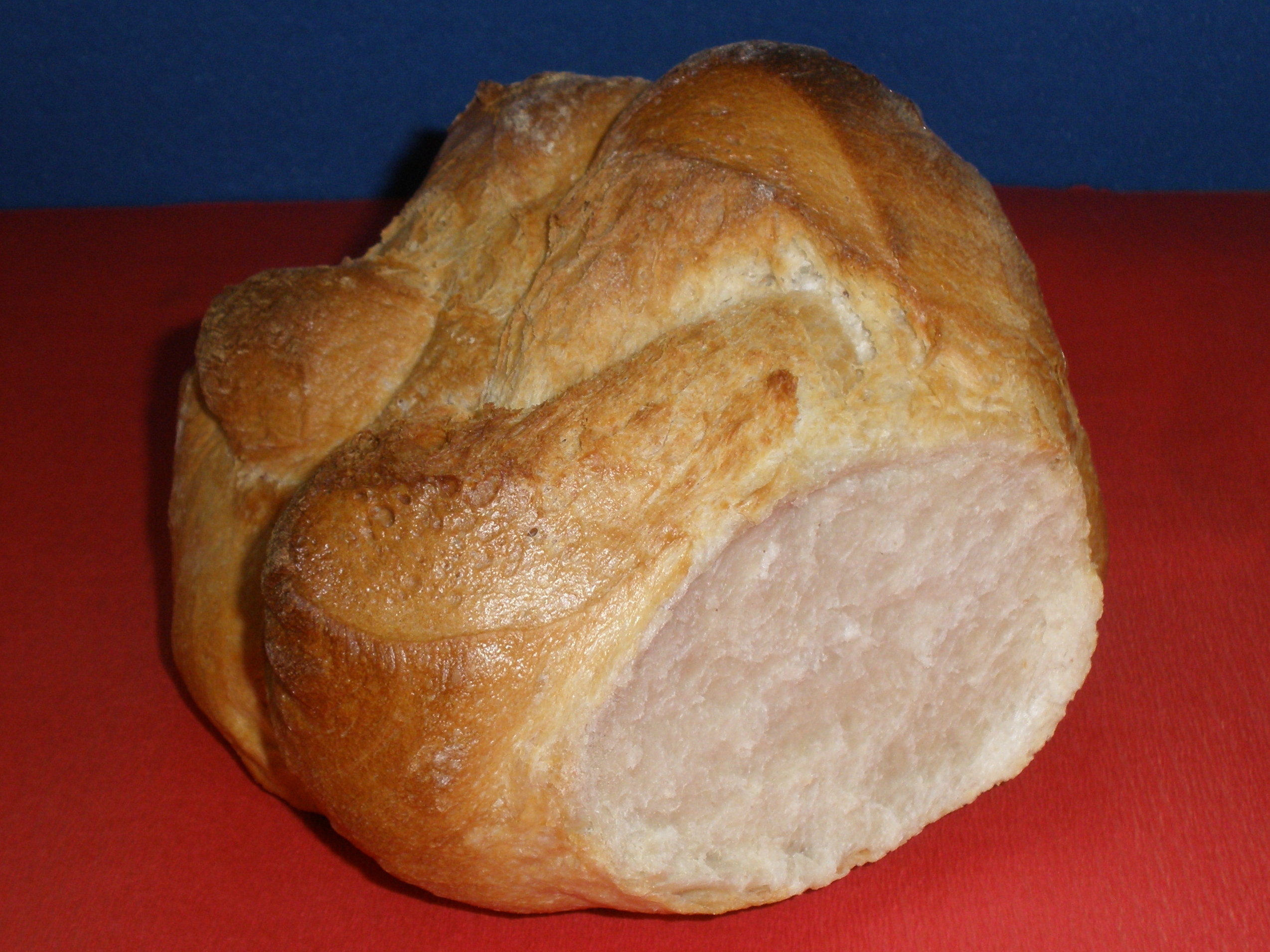
St. Galler Brot halbweiss

St. Galler Brot ist ein Brot aus Hefeteig mit einer charakteristischen runden Form. Es ist eine der beliebtesten Brotsorten in der deutschsprachigen Schweiz.
St. Galler Brot wird sowohl mit Ruchmehl als auch mit Halbweissmehl hergestellt. Es hat eine regelmässige, kompakte Krume und eine starke, glänzende, knusprige Kruste. Das Formen des Teigs ist auch heute noch Handarbeit. Die Backzeit ist mit einer Stunde verhältnismässig lang. Beim Backen werden jeweils zwei Brote zusammengeschoben, so dass sie leicht zusammenwachsen. Für den Verkauf werden sie dann getrennt.
Durch die hohe, runde Form hat St. Galler Brot eine vergleichsweise kleine Oberfläche. Es trocknet daher weniger aus als andere Brotsorten und ist länger haltbar.
Ursprünglich war St. Galler Brot in den Kantonen St. Gallen, Thurgau und beiden Appenzell verbreitet, wobei es im Appenzellerland «Appenzeller Brot» und im Thurgau «Thurgauer Brot» heisst. Es ist in Bäckereien und bei Grossverteilern in der ganzen deutschsprachigen Schweiz und in Teilen von Südwestdeutschland erhältlich. Heute wird es meist in Laiben von 500 g oder 1 kg hergestellt, manchmal auch 250 g. Früher waren Laibe von 2,5 kg üblich.